# Zachary Bennett
Zachary Bennett (17 de febrero de 1980, London, Ontario, Canadá) es un actor y músico canadiense, más conocido por interpretar a Félix Rey en Road to Avonlea (Camino a Avonlea), también coprotagonizó la película de televisión Jekyll + Hyde.
Comienza su carrera como actor en 1986 en la película para televisión "The Christmas toy".
Nominaciones
| Año  | Nominacíon                                                                            | Serie/película  |
| ---- | ------------------------------------------------------------------------------------- | --------------- |
| 1993 | Premio Gemini a la Mejor Actuación Continua de un Actor en un Rol dramático Principal | Road to Avonlea |
| 1990 | Premio Daytime Emmy al Mejor Intérprete de Especial Infantil/Juvenil/Familiar         |                 |

- Datos: Q1463429